# Izano
Izano (lombardul: Izà vagy Izà) település Olaszországban, Lombardia régióban, Cremona megyében. Lakosainak száma 1940 fő (2023. január 1.). Izano Castelleone, Crema, Madignano, Romanengo, Salvirola, Fiesco és Offanengo községekkel határos.

## Népesség
A település lakossága az elmúlt években az alábbi módon változott:
| Lakosok száma | 2038 | 2002 | 1976 | 1940 |
|               | 2013 | 2017 | 2018 | 2023 |